# Mörsdorf (Turíngia)
Mörsdorf é um município da Alemanha localizado no distrito de Saale-Holzland, estado de Turíngia.
Pertence ao Verwaltungsgemeinschaft de Hermsdorf.